# Karlovarské oplatky
Karlovarské oplatky jsou druh vaflí tradičně vyráběné v lázeňském městě Karlových Varech.
Od července 2011 je označení Karlovarské oplatky uznáváno jako chráněné zeměpisné označení (CHZO) Evropské unie. 

## Historie
Historie výroby karlovarských oplatek sahá nejméně do roku 1788.

## Popis a složení
Karlovarská oplatka má tvar dvou tenkých kruhových disků o průměru asi 19 cm, z křehkého těsta, které jsou k sobě „slepeny“ náplní. Těsto se připravuje v několika variantách smícháním ingrediencí (cukr a lískové ořechy nebo další varianty, obvykle mandle, čokoláda, kakao, vanilka nebo skořice ad.) s čerstvou karlovarskou termální vodou, podobně jako jejich náplň.
Oplatky vznikají jemným lisováním těsta na zahřátém plátu. Na obou stranách oplatky je vylisován charakteristický reliéf: vnější okraj o šířce 30 mm je zdoben větvičkou s malými listy. pod touto hranicí si můžete přečíst do kruhu uspořádaný nápis „LÁZEŇSKÉ OPLATKY“ s šířkou 20 mm. Ve středu oplatky je zobrazen některý ze symbolů města Karlových Varů (termální pramen nebo kamzík).